# Foko

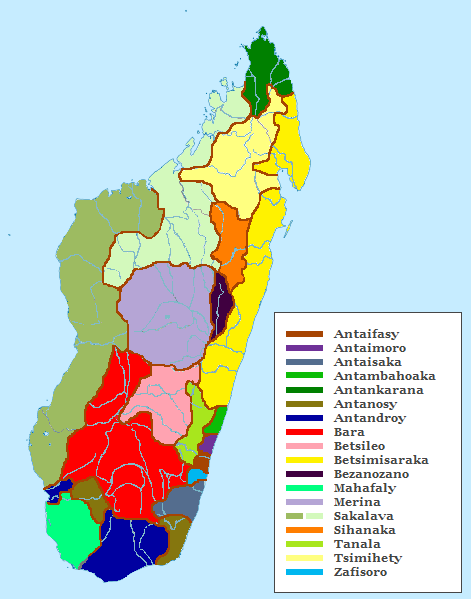
Die 18 anerkannten ethnische Gruppen auf der Insel Madagaskar

Foko (Malagasy, deutsch etwa „Ethnie, Stamm“) ist die Bezeichnung für die im Inselstaat Madagaskar ansässigen Volksgruppen mit eigener kollektiver Identität, die einen gemeinsamen Ritus der Ahnenverehrung betreiben und einem räumlich begrenzten Gebiet zugeordnet sind. Die Volksbezeichnungen der foko werden oft aus Besonderheiten der Siedlungsgebiete ihrer Mitglieder abgeleitet. Die einzelnen foko entstammen unterschiedlichen Einwanderungswellen der zurückliegenden 15 Jahrhunderte.
Der madagassische Staat erkennt 18 ethnische Gruppen offiziell an:
| Im Hochland: - Merina - Bara - Betsileo - Sihanaka Im Osten: - Antambahoaka - Antaimoro - Antaifasy - Antaisaka - Bezanozano - Tanala | 00000 | Im Süden: - Antanosy - Antandroy - Mahafaly Im Westen: - Sakalava - Vezo Im Norden: - Antakarana - Betsimisaraka - Tsimihety |

Innerhalb der Foko werden teils weitere Ethnien abgegrenzt, beispielsweise gelten die Vezo, die Mikea und die Masikoro alle als Volksstämme der Sakalava, die jeweils das Meer, das Land und den Wald als Siedlungsgebiete nutzen; die von festlandafrikanischen Sklaven abstammenden Makua sind wiederum eine eng mit den Vezo zusammenlebende Ethnie; die Zafimaniry sind eine Untergruppe der Betsileo, welche zwischen diesen und den Tanala siedelt; etc.